# پادشاه شیائوون چین
پادشاه شیائوون از چین (۳۰۲–۲۵۰ پ. م) یک پادشاه چینی بود که سلطنت بسیار کوتاهی در ایالت چین داشت. او همچنین با عنوان لرد آنگو (安國君) شناخته می‌شود. نوه او امپراتور چین شی هوانگ بود.

## زندگی
شیاپوون پسر پادشاه ژائوشیانگ از چین و ملکه تانگ و نوه ملکه ژوآن بود.
او کمتر از یک سال پادشاه چین بود و سه روز پس از تاجگذاری درگذشت.
این اتفاق باعث ایجاد نظریه‌های بسیاری در مورد سلطنت کوتاه او شد. مورد قبول‌ترین آنها این است که او هنگام به تخت نشستن بسیار پیر بود (پدرش بیش از ۵۰ سال حکومت کرد).
با این حال، یک تئوری توطئه وجود دارد؛ که لو بووی پادشاه را مسموم کرده یا حداقل مرگ او را تسریع بخشیده تا پادشاه بعدی، ژوانگ‌شیانگ، را بر تخت بنشاند. این امر که ژوانگ‌شیانگ تنها سه سال ‍‍‍‍پس از بر تخت نشستن مرد، این تئوری را قوی‌تر می‌کند.